# Bilstereo
En bilstereo eller et bilstereoanlæg er et stereoanlæg, som er beregnet til montering i en bil eller lastbil. 
Normalt er en bilstereo monteret løst i instrumentbrættet, men der findes også typer, som fremtræder som en integreret del af instrumentbrættet.
En bilstereo tilsluttes til bilens elektriske system ved hjælp af et standardiseret stik, som bilen er født med. 
De fleste nye biler leveres i dag med standardmonteret bilstereo.
En bilstereo har:
- forforstærker
- effektforstærker

En bilstereo kan have:
- indbygget bilradio
- MP3-afspiller
- cd-afspiller
- kassettebåndoptager
- dvd-afspiller

Der findes også typer, som er sammenbygget med en GPS-navigationsenhed og med indbygget Apple CarPlay. 
Producenter af bilstereo tæller bl.a. Blaupunkt, Pioneer, Panasonic, Sony, Philips og Alpine.

| Stub | Spire Denne bilrelaterede artikel er en spire som bør udbygges. Du er velkommen til at hjælpe Wikipedia ved at udvide den. |